# Svarta sjön (Belarus-Lettland)
Svarta sjön (lettiska Melnais ezers, belarusiska Чорнае) är en obetydlig sjö på gränsen mellan Belarus och Lettland.